# Laguna de Cameros
Laguna de Cameros település Spanyolországban, La Rioja autonóm közösségben. Laguna de Cameros Almarza de Cameros, Ajamil, Villar del Río, Lumbreras de Cameros, Gallinero de Cameros, Pinillos, Muro en Cameros és Cabezón de Cameros községekkel határos. Lakosainak száma 115 fő (2024).

## Népesség
A település népessége az elmúlt években az alábbi módon változott:
| Lakosok száma | 174  | 164  | 145  | 143  | 135  | 120  | 119  | 104  | 109  | 115  |
|               | 2001 | 2004 | 2007 | 2009 | 2012 | 2014 | 2017 | 2019 | 2022 | 2024 |